# Solbiate Arno
Solbiate Arno (Solbiaa, in dialetto varesotto, AFI: /ˌsulˈbjɑː/) è un comune italiano di 4 038 abitanti della provincia di Varese in Lombardia.
Territorio noto per aziende di metallurgia, meccanica e produzione calze inoltre è la sede della catena di supermercati Tigros.

## Storia
In epoca romana da Solbiate Arno passava la via Novaria-Comum, strada romana che metteva in comunicazione i municipia di Novaria (Novara) e Comum (Como) passando per Sibrium (Castel Seprio). Inserito nel Contado del Seprio, e probabile sede di un castello , nel 1185 ne seguì le sorti passando sotto il controllo milanese. All'epoca della lotta tra Torriani e Visconti, questi ultimi assunsero il controllo dell'Insubria centro-settentrionale, costituendo, dopo la caduta di Castel Seprio, il Feudo di Gallarate, in cui Solbiate venne inserita.
Questa circoscrizione amministrativa del neocostituito Ducato di Milano sopravvisse per cinque secoli, passando dalla Signoria viscontea a quella sforzesca, fino al dominio asburgico. Nel 1786, con decreto di Giuseppe II, Gallarate divenne Provincia.
In questo contesto, Solbiate seguì il destino dei paesi della Valle dell'Arno, con un'agricoltura cerealicola fondamentalmente povera — integrata dall'allevamento dei bachi da seta —, proprietà controllate da grandi famiglie milanesi, come quella dei Mantegazza, piccoli possidenti locali che gestivano terreni non redditizi e contadini sottoposti a contratti di affitto onerosi, come emerge dai rilievi catastali del 1724. Nel corso del secolo XIX, alcune famiglie di proprietari locali non nobili cominciarono a farsi strada negli organi di governo locali (Deputazioni) disegnati dalle riforme teresiane. Con l'inclusione nel Regno sabaudo e la conseguente razionalizzazione amministrativa, Solbiate perse la sua autonomia e divenne frazione del comune di Albizzate. Riacquistò la sua autonomia nel 1905, con decreto di Vittorio Emanuele III. In questo periodo, come si nota dai nomi dei sindaci, segretari e funzionari del Comune, cominciarono ad acquistare rilievo famiglie borghesi, ex agenti dei grandi proprietari e poi acquirenti dei loro beni, ma anche piccoli proprietari, medici, insegnanti.
Lo sviluppo industriale, necessario in una terra poco generosa dal punto di vista agricolo, iniziò nell'ultimo trentennio dell'Ottocento, facendo di “un anonimo villaggio sulle rive dell'Arno” uno dei poli dell'industria meccanica. L'evoluzione partì dai laboratori artigiani dei fabbri alimentati dall'acqua dei torrenti ed ebbe, come punto culminante, la fondazione di industrie che, tra la prima e la seconda guerra mondiale, furono beneficiarie di commesse statali.
Dopo il 1945, con la crisi post-bellica, gli operai specializzati, spesso rimasti senza lavoro, si reinventarono un'attività dando vita alle numerose imprese medio-piccole e diverse attività sociali e di volontariato. Un nuovo polo commerciale risiede alla vicina uscita autostradale con un complesso di supermercati alimentari, negozi di ogni genere e bricolage.

### Simboli
Lo stemma e il gonfalone sono stati concessi con DPR del 20 giugno 1984.
Il gonfalone è un drappo di azzurro, caricato dell'arma civica e riccamente ornato di fregi d'argento.

## Società

### Evoluzione demografica
Abitanti censiti

## Cultura
Sono attive in paese:
- Associazione dei Marinai
- Protezione Civile
- Associazione Teatrale
- Solarte

Inoltre le prime settimane di luglio si svolge la festa dell'AVIS che attrae migliaia di persone anche dai paesi limitrofi.

## Sport

### Calcio
- Associazione Sportiva Dilettantistica Solbiatese Calcio 1911
- A Solbiate Arno è presente lo stadio del Milan Futuro, il "Felice Chinetti".